# Sečanj
Sečanj (serbocroata cirílico: Сечањ; húngaro: Szécsány o Torontálszécsány; rumano: Seceani) es un municipio y villa de Serbia perteneciente al distrito de Banato Central de la provincia autónoma de Voivodina.
En 2011 su población era de 13 267 habitantes, de los cuales 2373 vivían en la villa y el resto en las 10 pedanías del municipio. El principal grupo étnico son los serbios (9165 habitantes), con minorías de magiares (1691 habitantes), gitanos (714 habitantes) y rumanos (566 habitantes).
La villa se ubica unos 25 km al este de la capital distrital Zrenjanin. El término municipal es fronterizo con Rumania.

## Pedanías
Además de la villa de Sečanj, el municipio incluye las siguientes pedanías:
- Jaša Tomić
- Banatska Dubica
- Boka
- Busenje
- Jarkovac
- Konak
- Krajišnik
- Neuzina
- Sutjeska
- Šurjan